# Вестергеллерзен
Вестергеллерзен (нем. Westergellersen) — община в Германии, в земле Нижняя Саксония.
Входит в состав района Люнебург. Подчиняется управлению Геллерзен. Население составляет 1748 человек (на 31 декабря 2010 года). Занимает площадь 20,38 км².